# ミッジャーノ
ミッジャーノ（イタリア語: Miggiano）は、イタリア共和国プッリャ州レッチェ県にある、人口約3,500人の基礎自治体（コムーネ）。

## 地理

### 位置・広がり

#### 隣接コムーネ
隣接するコムーネは以下の通り。
- モンテサーノ・サレンティーノ
- ルッファーノ
- スペッキア
- トリカーゼ